# Правило Бергмана

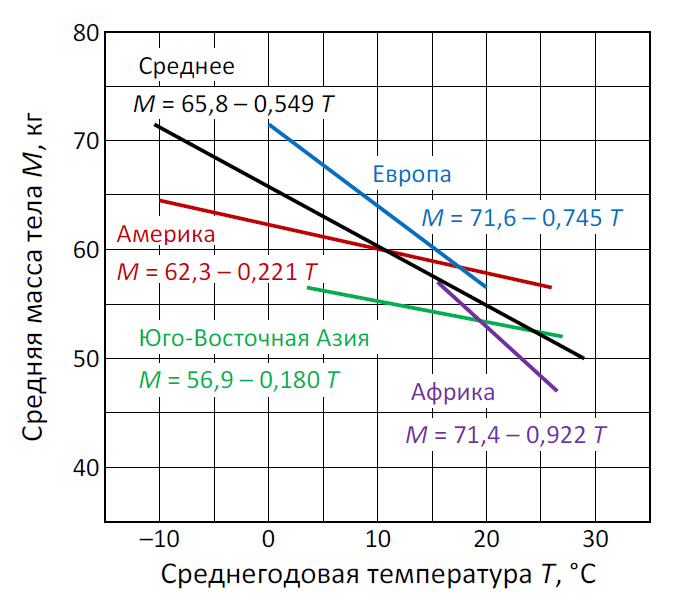
Иллюстрация правила Бергмана (на примере человеческих групп)

Правило Бергмана — биогеографическое правило, сформулированное в 1847 г. немецким биологом Карлом Бергманом. Оно гласит, что среди сходных форм гомойотермных (теплокровных) животных наиболее крупными являются те, которые живут в условиях более холодного климата — в высоких широтах или в горах. Если существуют близкие виды (например, виды одного рода), которые существенно не различаются по характеру питания и образу жизни, то более крупные виды так же встречаются в условиях более сурового (холодного) климата.
Правило основано на предположении, что общая теплопродукция у эндотермных видов зависит от объёма тела, а скорость теплоотдачи — от площади его поверхности. При увеличении размеров организмов объём тела растёт быстрее, чем его поверхность. Экспериментально это правило впервые было проверено на собаках разного размера. Оказалось, что теплопродукция у мелких собак выше на единицу массы, но независимо от размера она остаётся практически постоянной на единицу площади поверхности.
Правило Бергмана действительно нередко выполняется как в пределах одного вида, так и среди близких видов. Например, амурская форма тигра с Дальнего Востока крупнее суматранской из Индонезии. Северные подвиды волка в среднем крупнее южных. Среди близких видов рода медведь наиболее крупные обитают в северных широтах (белый медведь, бурый медведь, кадьяк), а наиболее мелкие виды (например, очковый медведь) — в районах с тёплым климатом.
В то же время это правило нередко подвергалось критике; отмечалось, что оно не может иметь общего характера, так как на размеры млекопитающих и птиц влияют многие другие факторы, кроме температуры. Кроме того, адаптации к суровому климату на популяционном и видовом уровне часто происходят не за счёт изменений размеров тела, а за счёт изменений размеров внутренних органов (увеличение размера сердца и лёгких) или за счёт биохимических адаптаций. С учётом этой критики необходимо подчеркнуть, что правило Бергмана носит статистический характер и проявляет своё действие отчётливо при прочих равных условиях.
Действительно, из этого правила известно много исключений. Так, наиболее мелкая раса шерстистого мамонта известна с заполярного острова Врангеля; многие лесные подвиды волка крупнее тундрового (например исчезнувший подвид с полуострова Кенай; предполагается, что крупные размеры могли давать этим волкам преимущество при охоте на крупных лосей, населяющих полуостров). Дальневосточный леопард, обитающий на Амуре, существенно меньше, чем африканский леопард. В приведённых примерах сравниваемые формы отличаются по образу жизни (островные и континентальные популяции; тундровый подвид, питающийся более мелкой добычей и лесной, питающийся более крупной).
Опубликованное американскими зоологами в 2018 году исследование показало, что из 952 рассмотренных видов животных только 14 % подчиняются правилу Бергмана, 7 %, напротив, на севере мельчают, а у остальных нет никакой связи размеров и массы тела с географической широтой обитания.
В отношении человека правило в определённой степени применимо (например, племена пигмеев, видимо, неоднократно и независимо появлялись в разных районах с тропическим климатом); однако из-за различий в местных диетах и обычаях, миграции и дрейфа генов между популяциями накладываются ограничения на применимость этого правила. К примеру, средний рост мужчины-ханта — менее 160 сантиметров, несмотря на то, что этот народ обитает в северных широтах.